# Кедровский угольный разрез
Принят в эксплуатацию в декабре 1954 г., начал работу в январе 1955 г.

## О предприятии
Разрез расположен в 25 км севернее Кемерово на западном крыле и южном замыкании Кедровско-Крохалёвской брахисинклинали в Центральной части Кемеровского геолого-промышленного района Кузбасса.
Разрезом отрабатываются пласты Кемеровский, Волковский и Подволковский, мощность которых соответственно 2—3 м, 12—18 м и 4—6 м.
Угли разреза из-за высокой зольности и трудной обогатимости используются как энергетическое топливо. Влага угля от 8 до 20%, зола от 18,5 до 35,4%, сера до 0,3%. Теплота сгорания — 5160—7080 Ккал/кг.
Разрезом добываются энергетические угли марки СС, которые перерабатываются на обогатительной фабрике. Разубоженная горная масса перерабатывается на двух обогатительных установках (ОУсКНС).
На разрезе применяется транспортная схема: вскрытие угольных пластов производится с отгрузкой вскрышных пород и навалов на автомобильный транспорт (71% общего объема), на железнодорожный транспорт (13%), а также бестранспортный способ - гидротехнология (6%).
В 2000 году на разрезе создан участок гидромеханизации, мощность которого доведена в 2005 году до 3 400 тыс. м3 в год.
В настоящее время в структуру Кедровского угольного разреза входят: управление горных работ, автотранспортное управление, управление железнодорожного транспорта и энергомеханическое управление.

## История
- В 1954 году Государственной комиссией подписан акт приемки в эксплуатацию карьера «Кедровский» с производственной мощностью 300 тыс. тонн угля в год.
- В 1959 году на Кедровском карьере смонтирован и введен в эксплуатацию первый в Кузбассе шагающий экскаватор ЭШ—6/60.
- В 1960 году к разрезу присоединен разрез «Латышевский», а в 1961 году, по окончании строительства, был присоединен участок «Хорошеборский», проектная мощность объединенного разреза составила 3 млн т. угля в год.
- В 1964 году карьер «Кедровский» включен в состав комбината «Кузбасскарьеруголь» (компания «Кузбассразрезуголь»), В 1967 году начата реконструкция разреза, которая завершилась в 1982 году. В следующем, 1983 году сдана в эксплуатацию ОФ «Кедровская».
- В 1989 году впервые уголь марки СССШ отправлен на экспорт.
- В 1993 году предприятие преобразовано в ОАО «Разрез Кедровский».
- В 2002 году на разрезе добыта 150-миллионная тонна угля с начала эксплуатации.
- С 2003 года — предприятие именуется филиал «Кедровский угольный разрез» ОАО «УК «Кузбассразрезуголь».
- В 2004 году на территории разреза открыт первый в России сервисный центр по обслуживанию автомобилей марки БелАЗ.

21 января 1971 года Указом Верховного Совета СССР за успешное выполнение плана и повышение технико-экономических показателей разрез Кедровский награждён орденом Трудового Красного Знамени
Согласно проекту (выполнен в 1996 году) мощность разреза составляет 3,5 млн.тонн угля в год. Фактическая добыча на разрезе последние 10 лет составляет от 4 до 5 млн тонн угля в год.